# Dianzi (köping i Kina, Hubei)
Dianzi (kinesiska: 店子, 店子镇) är en köping i Kina. Den ligger i provinsen Hubei, i den centrala delen av landet, omkring 500 kilometer nordväst om provinshuvudstaden Wuhan. Antalet invånare är 24327. Befolkningen består av 11 142 kvinnor och 13 185 män. Barn under 15 år utgör 13,0 %, vuxna 15-64 år 77 %, och äldre över 65 år 9,0 %.
Genomsnittlig årsnederbörd är 922 millimeter. Den regnigaste månaden är juli, med i genomsnitt 178 mm nederbörd, och den torraste är januari, med 6 mm nederbörd.